# 林岱樺
林岱樺（1972年8月4日—），中華民國政治人物，前高雄縣鳳山市市長林三郎之女，民主進步黨籍立法委員。曾於2008年敗選後短暫擔任行政院青年輔導委員會主任委員；2011年重返立法院並連任至今，2012年與2016年兩度以全高雄市最高票當選連任。

## 從政
2001年中華民國立法委員選舉，林岱樺首次代表民進黨參選高雄縣立法委員，以該選區第二高票當選，票數甚至高過同選區的前立法院院長王金平，其因清新形象而被稱為「國會孙燕姿」、「立院孫燕姿」；2004年中華民國立法委員選舉亦高票連任。
2008年中華民國立法委員選舉，代表民進黨參選高雄縣第四選舉區立法委員，以兩千餘票敗給連任兩屆高雄縣議員的中國國民黨立委候選人江玲君；卸任後曾短暫接任行政院青年輔導委員會主任委員至2008年5月20日政府交接。
時任高雄市第四選舉區陳啟昱於2011年轉任高雄市副市長，林岱樺參加該選區補選，並擊敗前民進黨立委徐志明之子徐慶煌重回立法院。並於未來數屆立委選舉皆以逾6成得票率連任。

### 參選縣市長
2008年9月4日，林岱樺表態參選高雄縣縣長，同時表態競逐縣長提名還有陳啟昱、余政道、卓春英等人。林岱樺因在黨內初選民調居第一而獲提名參選高雄縣縣長，但在2009年6月底高雄縣市合併後，原訂於同年12月5日舉行的高雄縣縣長選舉因此取消。
2016年底，表態爭取民進黨高雄市市長初選提名。但黨內民調敗予陳其邁。

## 政策立場

#### 選區事務
爭取林園區東、西汕海岸線整治工程
自2019年3月12日林岱樺收到林園里長們陳情，東、西汕海堤之沿線需進行整治，此對當地的居民生命安全極為重要。經多年奔走，極力向中央及地方爭取，已將東、西汕海岸線當地居民安全列為首善整治，向中央水利署爭取整治預算超過4億。2023年已交由高雄市政府進行相關工程建設，第一期工程完工。第二期工程持續進行中。
爭取國立中山大學仁武校區
2020年11月動工的國立中山大學仁武校區，將作為中山發展醫學研究及培育醫事人才的基地，未來朝AI人工智慧的遠距醫療、經濟醫療、生態圈醫療、精準及預防醫療等方向發展。
爭取仁武區後港巷涵洞拓寬工程
仁武區後港巷穿越國道一號聯絡左營地區，車流量大但涵洞寬度不夠。2012年2月，林岱樺邀集相關單位召開拓寬工程會勘。於2014年10月23日完工通車，連貫高速公路兩側的左營區後港巷及仁武區永仁街，涵洞內部淨寬11公尺以方便會車。
爭取增設國一南下鼎力路出口匝道工程
經爭取、協調之後評估八卦寮交流道不具經濟可行性，交通部高公局同意增設國一南下鼎力路出口匝道。已於2015年6月完工通車。
爭取鳥松設置國際醫療專區
2011年，行政院欲推動成立國際醫療專區，林岱樺呼籲高雄市政府應儘速向中央提案，讓國際醫療專區應落腳於高雄市鳥松區。
推動美容醫療觀光
2018年7月，林岱樺建請衛福部儘速召開「推動醫療觀光專案小組」成立會議。2019年1月7日召開跨部會的美容醫療觀光啟動會議，決議：組成美容醫療觀光服務機構認證小組、遴選美容醫療觀光示範醫療服務機構、研議示範醫療機構可行之醫療廣告方式、建立美容醫療觀光的糾紛調解機制及後續之法律訴訟程序、提出美容醫療觀光套裝產品之建議、成立美容醫療觀光推動小組。
爭取鳥松觀湖山莊自來水
2012年，林岱樺接獲民眾陳情：位於鳥松區松浦北巷的觀湖山莊，無自來水可用。經多年協商爭取，2019年3月，台灣自來水公司第七區處處長王明孝允諾，同年底前完成延管工程。

#### 其他
- 林岱樺曾推動高雄市內多所高中與在地企業成立產學合作專班；促成偏鄉地區57所小學參與英語實驗教學計畫；爭取商業發展研究院南下於高雄設立辦公室；力邀中華經濟研究院南下設置南部分院；力促高雄興達港發展離岸風力發電綠能產業、與虛擬實境產業於高雄軟體園區的發展，兩者皆於2017年被納入前瞻基礎建設計畫。[來源請求]

- 2014年，林岱樺接獲陳情，為林園區潭頭里工業二路300巷居民爭取埋設自來水管線，於2019年3月完工[17]。

### 推動法案
反對管理放生行為與《野保法》修正
2016年4月14日，立法院經濟委員會在林岱樺主導下，暫緩農委會提出的《野生動物保育法》管理放生行為的第32條與第46條修正案，理由是此修正案「阻止民眾護生」及「爭議性大」。4月15日，林岱樺發布聲明稿回應，她茹素超過20年，如果此修正案三讀通過，放生行為一律要事前申請，「臨時性、小量個別的放生行為」要受罰，可能限制個人宗教自由。4月19日，台灣動物社會研究會批評，立法管理商業化放生行為已具高度社會共識，且事關維護動物權利及保護生態環境，卻被林岱樺阻擋並建議不予續審。
2017年3月初，支持修正《野生動物保育法》，強化主管機關針對野生動物釋放後續通報、收容等配套措施。3月3日，立法院進行《野生動物保育法》及《動物保護法》修正草案黨團協商。林岱樺在《野保法》修法的協商時，質問林務局局長林華慶「若我養了這個東西十年了，想放生，我真的沒辦法養了，那怎麼辦」，並跳針強調「不想養了想放生，不是棄養」，遭到林華慶反駁稱依《動保法》「棄養就是違法」；林岱樺當場怒嗆林華慶：「你現在是在跟我對槓膩？你是在跟我對槓膩？你是在跟我對槓膩？」影片放上網路後引起民眾譁然。國立中山大學生物科學系副教授顏聖紘等12位學者聯合發起「反對民進黨林岱樺惡搞野保法，讓全民為不當放生埋單」網路連署，在聯合聲明稿中直指林岱樺「惡搞野保法」將危害環境、陷佛教徒於不義，獲得破萬人支持。同時，有大量網友到林岱樺官方臉書留言，指修法等同是替放生行為大開後門。民進黨立委段宜康表示，林岱樺在立法院提案要求民眾放生時由政府負責收容動物，這是生態教育的負面教材，農委會不能讓步，民進黨立法院黨團幹部不能簽字放行。社會民主黨表示，隨意放生動物可能會有「外來種入侵」、「擴散疾病」、「損害動物福利」與「影響公共衛生」等問題，行政院版《野保法》修正草案加強管制放生行為是正確的方向，林岱樺這種修法方式是「惡搞」。
2017年3月8日，林岱樺表示，她誠心為《野保法》修正引發的爭議與誤會表達最深的道歉，也願意繼續與農委會溝通，更尊重民進黨立法院黨團的決定。唯道歉文提到：「或許有人認為，放生是愚昧的慈悲；我不想辯駁。但身為立法委員，法律的周延性、可行性，以及是否因為惡意棄養和商業行為而限制了真正的宗教放生？是我不放棄的堅持。農委會祭出罰則，是最簡單的行政作為；然而，在嚴格納管的同時，是不是該有對於真正宗教放生的配套輔導？包括必要的申請、適當的區域與相對的收容協助」，顯見對於野生動物、生態保育的部份，仍有很大的距離。另有一說，林岱樺是因欲角逐2018年高雄市市長選舉，為求得放生派信眾的選票所作的政治判斷。
2017年3月22日，因放生議題引起風波，林岱樺公開道歉後表示會虛心檢討。但有網友貼出，林岱樺這兩天在LINE群組裡貼出中央通訊社一則「定置漁場老闆放生豆腐鯊」新聞連結，並質問林務局及縣市政府動保處「以下是放生？野放？動物釋放？合法否」。網友怒批林岱樺：「不要再整天想和別人對槓膩！連一些生態常識都沒有，回去多充實一下好嗎？」
反對同性婚姻修民法
2013年，林岱樺連署反對多元成家草案。
2014年，台灣同志人權法案遊說聯盟發言人陳嘉君遊說林岱樺支持同性婚姻民法修正草案。林岱樺表示願意以正面開放之態度看待同志平權議題，但她表示，相關制度的訂定需要增加本土研究與思考可能的「衝擊」，因為若爭議法案要順利審議，需要將相關爭議及可能的問題降到最低，才可能爭取到最大的機會。
2016年2月17日，林岱樺在民進黨立法院黨團研習會中，公開表示同性婚姻修民法欠缺共識，並認為有細節方面的疑慮。
2018年11月29日，因民進黨於2018年中華民國地方公職人員選舉慘敗，民進黨立法院黨團舉辦立委與行政院院長賴清德首次「便當會」，匿名與會者轉述，林岱樺表示「誰說我們黨團支持婚姻平權？我就不支持」。
2019年5月2日，林岱樺領銜提出由王雪紅胞姐王貴雲主理的威盛信望愛基金會擬定之「司法院釋字第748號解釋暨公投第12案施行法」草案，其中第8條規定：「非出於為經營共同生活之目的，或非以成立具有親密性及排他之永久結合關係之意思，而締結同性結合關係者，其關係不成立。但不得以其關係不成立對抗善意第三人；上述情事，同性結合關係當事人之三親等內血親、檢察官、社福主管機關，得訴請確認其關係不成立。」引起社會各界嘩然，有網友戲稱林岱樺應改名為「林法海」。
2019年5月17日，在司法院釋字第七四八號解釋施行法的立法過程中，林岱樺贊成其他條文，但反對第4條結婚登記的條文。
支持宗教基本法
2018年10月10日，國民黨立委王金平、黃昭順、馬文君以及民進黨立委林岱樺等36位提出《宗教基本法》（草案）。
恢復公教補償金
年金改革上路7個月後，林岱樺2018年底針對公務人員、教師退撫新制提案修法，取消年資補償金1年發放期限，草案內容與國民黨立委版本幾乎一致，除獲國民黨立委簽署支持，民進黨內亦有十多名立委連署相挺，引起民進黨內部革新派與務實派論戰。
放寬外勤官警60歲屆齡年限，比照公務人員65歲
林岱樺在2019年4月16日發文給銓敘部、內政部警政署及高雄市政府警察局各單位，表示修改這項退休年齡標準，是因全民健康保險完備，「民眾平均年齡已超過80歲」；外勤的警察人員因認真執勤，雖年齡已59歲，仍生氣蓬勃，願意繼續奉獻；認為國營事業等單位都已將選休年齡延長65歲，建議比照公務員屆齡退休改為65歲。
警政署表示，危勞職務基層警察人員於100年至104年間，在職死亡及退休（資遣）後死亡者的「平均死亡年齡」，為62歲
支持農地工廠合法化
2019年5月6日立法院經濟委員會審查《工廠管理輔導法》修正草案時，林岱樺對於放寬後的草案仍認為太過嚴格，政府只應管理環保、公安，不應限制商業買賣行為，否則將成為閒置農地工廠。此外，林岱樺主張，也應該放寬建蔽率的標準。

## 爭議事件

### 道德超越憲法
立法院朝野協商《財團法人法》，討論宗教團體財務應否公開。林岱樺表示：「我受的戒律這麼的多，我還需要用這種世俗的法律去規範？這在宗教裡頭來說，這是已經超越憲法之上的，已經是在人類何者為人，人從哪裡來，這樣的道德面，這已經超越憲法，所以很難理解為什麼我們台灣要用這個法令來規範宗教，這是很不可思議的。」此外亦主張，若公開財務，道場的出家眾們要抵抗黑道勢力，他們的人身安全沒有配套措施，宗教是是會最穩定的力量，我們如果讓它騷動，社會便不可能安定。此言論引發社會大眾批評。

### 跟警方肢體衝突
2014年3月26日，日本《讀賣新聞》記者欲進入立法院議場時，因識別證問題與警方有衝突，林岱樺介入協助，但警察堅決不讓記者進入議場。調解中發生肢體觸碰，林岱樺稱與警察僅有拉扯，但有記者聲稱有看到林岱樺打人，同時多家媒體也拍攝到林岱樺與警衝突畫面，林岱樺事後被依照妨礙公務罪起訴。最後台北地院宣判林岱樺打警無罪，力挺同事的警員卻疑似遭到秋後算帳，國民黨台北市議員王鴻薇得知此判決後，諷刺地表示，未來小員警看到立委一定要立正站好，言必稱是，「不然被打算你活該倒楣。」但亦有評論指出，林岱樺若因此衝突事件被起訴，代表當權執政者對太陽花學運、國會自治權的否定，而將成為世界文化史的反面教材。

### 放生不是棄養
2017年3月3日，林岱樺主持《野生動物保育法》協商，主張民眾若不養動物應可送到農委會或各地收容所，並與時任林務局長林華慶因「放生不是棄養」一事，在協商中怒嗆林華慶「你現在是在跟我對幹逆啊」，引發社會各界批評等於變相鼓勵民眾棄養引發各界抨擊林岱樺變相鼓勵民眾棄養。對此林岱樺對外說明，表示修法要解決的是後端棄養機制的建立與輔導，並強調會廣納各方意見、虛心檢討。

### 公督盟待觀察立委
根據公督盟評鑑，第九屆第二會期、第五會期由於林岱樺委員沒有任何提案，被列入待觀察名單。

### 遭質疑施壓職安證照考試方式
林岱樺表示，勞動部2020年將筆試改為電腦測試，向她陳情的業者的主要訴求其實是希望可以將考試分類。因為營造類、化工類等的職安衛生管理人員，工作上需注意的重點不同，但考試是混在一起考，導致考試的專業範圍很大，就算營造業者自己派人去考，因為考試範圍包含其他職業類別的專業知識，因此也很難考過。

### 國會防疫爭議行為
中央疫情指揮中心2021年5月11日宣布，即起將疫情警戒提升到第二級，立法院防疫也升級，在經濟委員會上，民進黨立委林岱樺堅持不戴口罩，引起同黨立委邱議瑩砲轟，釀綠委內鬨。林岱樺隨後被媒體詢問，日後質詢是否都不戴口罩？她說，當然要戴，但邱議瑩不需要在她質詢期間提權宜問題，在場有其他立委稍早發言時也沒戴，不該針對她個人。

### 涉嫌貪污助理費
2025年2月20日，林岱樺因涉嫌貪污助理費，被高雄地檢署搜索，並以新台幣100萬元保釋，並限制出境、住居。
同年6月24日，全案偵察終結，林岱樺及胞弟、弟媳及通法寺住持釋煌智等10人涉嫌透過假助理、浮報加班費等方式獲取不法所得將近1500萬元，被依貪污、背信、公益侵占等罪起訴。

## 選舉紀錄
| 年度 | 選舉屆數             | 選舉區           | 所屬政黨   | 得票數  | 得票率 | 當選標記 | 備註         |
| ---- | -------------------- | ---------------- | ---------- | ------- | ------ | -------- | ------------ |
| 2001 | 第五屆立法委員選舉   | 高雄縣選舉區     | 民主進步黨 | 72,609  | 12.55% |          |              |
| 2004 | 第六屆立法委員選舉   | 高雄縣選舉區     | 民主進步黨 | 51,083  | 9.37%  |          |              |
| 2008 | 第七屆立法委員選舉   | 高雄縣第四選舉區 | 民主進步黨 | 71,450  | 48.45% |          | 本屆選制更改 |
| 2011 | 第七屆立法委員補選   | 高雄市第四選舉區 | 民主進步黨 | 53,833  | 69.69% |          |              |
| 2012 | 第八屆立法委員選舉   | 高雄市第四選舉區 | 民主進步黨 | 111,188 | 64.82% |          |              |
| 2016 | 第九屆立法委員選舉   | 高雄市第四選舉區 | 民主進步黨 | 122,722 | 75.53% |          |              |
| 2020 | 第十屆立法委員選舉   | 高雄市第四選舉區 | 民主進步黨 | 118,219 | 60.03% |          |              |
| 2024 | 第十一屆立法委員選舉 | 高雄市第四選舉區 | 民主進步黨 | 121,011 | 65.31% |          |              |

## 外部連結
- 林岱樺的Facebook專頁

| 中華民國政府職務                   | 中華民國政府職務                                                  | 中華民國政府職務 |
| ---------------------------------- | ----------------------------------------------------------------- | ---------------- |
| 行政院                             |                                                                   |                  |
| 前任： 陳聰勝（代理） 正任：鄭麗君 | 行政院青年輔導委員會主任委員 第十五任 2008年3月2日－2008年5月20日 | 繼任： 王昱婷    |